# Dartmuthia
Dartmuthia es un género extinto de peces agnatos que vivieron durante el Silúrico en los actuales países bálticos. 
Fue descrito a partir de una única armadura ósea de una cabeza (un rasgo típico de osteóstracos). La boca estaba colocada en la parte superior de la cabeza, por lo que se presume que Dartmuthia habitó en el suelo marino. En 2014 se describió una nueva especie, Dartmuthia procera.